# وانت‌هوف (دهانه)
وانت‌هوف یک دهانه برخوردی در ماه‌ است.